# Procés principal de Buchenwald

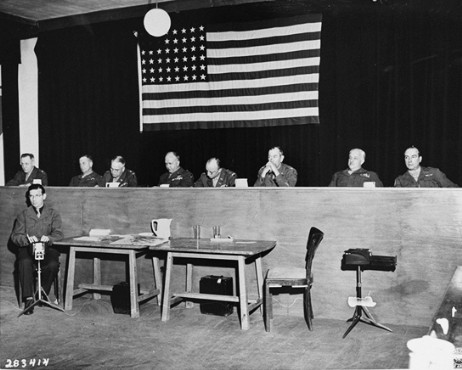
Els vuit jutges militars del procés de Buchenwald i Dachau. D'esquerra a dreta: Morris, Robertson, Ackerman, Kiel, Dwinell, Pierce, Dunning i Walker.

El Procés principal de Buchenwald fou un procés per crims de guerra realitzat per l'Exèrcit dels Estats Units d'Amèrica a la zona d'ocupació estatunidenca davant el tribunal militar de Dachau. Va començar l'11 d'abril de 1947 i es va perllongar fins al 14 d'agost de 1947 al Camp d'internament de Dachau, on fins a finals d'abril de 1945 s'havia trobat el Camp de concentració de Dachau. En aquest procés va ser acusades 31 persones de crims de guerra en relació amb el camp de concentració de Buchenwald. El procés s'acabà amb 31 sentències inculpatòries. El procés fou conegut oficialment amb el nom de United States of America vs Josias Prince zu Waldeck et al. – Case 000-50-9.
Al procés principal de Buchenwald s'hi uniren 24 procediments auxiliars amb 31 acusats. El procés principal de Buchenwald forma part dels Judicis de Dachau que tingueren lloc entre els anys 1945 a 1948.

## Antecedents
| « | Els porcs dels estables de les SS rebien millor alimentació que els presoners del camp. | » |
| — Peter Zenkl – ex-presoner de Buchenwald, Testimoni en el procés principal de Buchenwald, a mitjans d'abril de 1947. |                                                                                         |   |

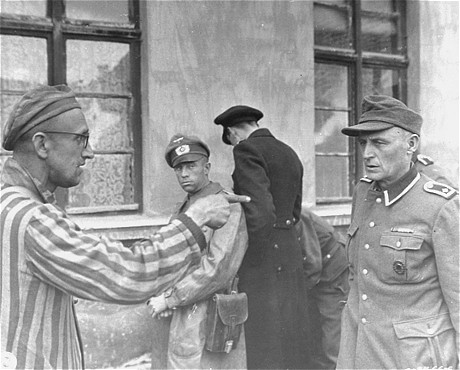
Un guardià de les SS, acusat d'haver maltractat els presoners, és identificat per un antic presoner soviètic de Buchenwald el 14 d'abril de 1945

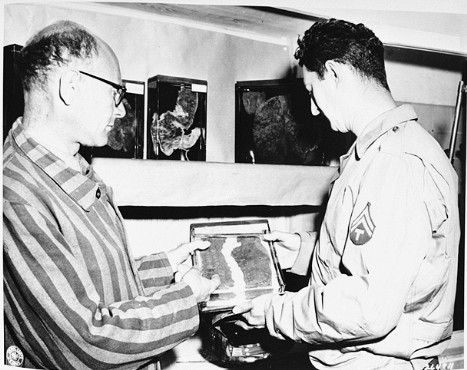
Un antic presoner de Buchenwald ensenya al soldat americà Jack Levine, el 27 de maig de 1945, recipients amb òrgans humans extrets als presoners pels metges del camp

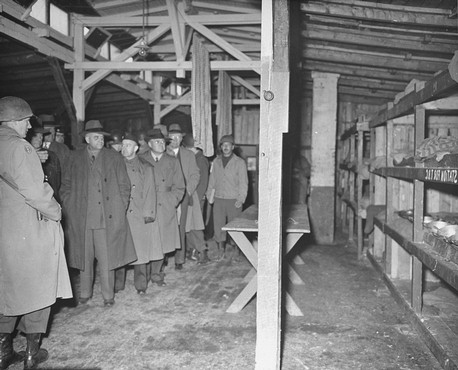
Congressistes dels Estats Units visiten Buchenwald el 24 d'abril de 1945

Quan les tropes estatunidenques, en la fase final de la Segona Guerra Mundial, arribaren al territori encara ocupat pel Tercer Reich, no estaven preparades per afrontar, en part perquè estaven enmig del combat, els rastres d'horror dels camps de concentració. Haver de tenir cura dels muselmänner, greument malalts i demacrats, així com de l'enterrament dels milers de presoners que havien mort per inanició, marxes de la mort o afusellament, posaven l'Exèrcit dels Estats Units d'Amèrica davant una tasca difícil. Abans de l'alliberament del camp de concentració de Buchenwald l'11 d'abril de 1945, els soldats americans havien pres, després de l'alliberament d'Ohrdruf, fotografies que il·lustraven les circumstàncies horribles de l'evacuació d'aquest camp. Ja el 12 d'abril de 1945, el comandant en cap de les forces armades aliades Dwight David Eisenhower va visitar el camp de concentració de Ohrdruf i, a causa de les terribles condicions del camp, va demanar als polítics nord-americans i britànics, als representants de les Nacions Unides i de la premsa dels Estats Units, que visitessin el camp. El 16 d'abril de 1945, 1.000 habitants de Weimar van rebre el mandat de visitar el KZ de Buchenwald per ordre del comandant americà i van haver de contemplar els rastres existents de la mortaldat; en altres llocs els residents propers van haver d'enterrar les víctimes de les marxes d'evacuació.
En aquest context, com a part del Programa de Crims de Guerra, un programa dels Estats Units per a la instauració de normes legals i un sistema judicial per jutjar crims de guerra alemanys, els investigadors nord-americans van començar immediatament amb les investigacions per identificar els responsables d'aquests crims. Els autors aviat van ser capturats i detinguts, inclòs l'últim comandant del camp de concentració de Buchenwald, Hermann Pister, que va ser detingut el juny de 1945 per soldats nord-americans a Múnic. El personal de comandament va ser internat en un camp de presoners de guerra a Bad Aibling i va ser interrogat poc després que la guerra acabés, el 1945, pel Cos de Contraintel·ligència. Almenys 450 expresoners de Buchenwald van ser cridats com a testimonis, entre ells Hermann Brill, i dos camions carregats de material documental del comandant del camp es va utilitzar com a prova. A causa de la London EAC Protocols, l'1 de juliol de 1945, l'exèrcit americà a Turíngia el va lliurar a l'Administració militar soviètica a Alemanya (SMAD). Després de les investigacions preliminars contra més de 6.000 persones fins a la tardor de 1945, van ser detinguts uns 250 sospitosos. No obstant això, els testimonis sovint ja no estaven disponibles per identificar o les fotografies incriminatòries no foren assignades correctament; i alguns sospitosos van aconseguir fugir.
La Comandància del Govern Militar de la zona d'ocupació dels Estats Units sospesà la probabilitat de deixar l'organització d'aquest procés en mans de la Unió Soviètica per diversos motius: l'URSS, en comparació amb altres països, havia registrat la major quantitat de víctimes al camp de concentració de Buchenwald (unes 15.000); per una altra banda se suposava que altres sospitosos d'haver participat en els crims es trobaven a la zona d'ocupació soviètica o hi romanien en centres de detenció; finalment pel fet que el camp de concentració estava localitzat a l'esmentada zona. Finalment, el 9 de desembre de 1945, el Governador Militar de la zona estatunidenca Lucius D. Clay proposà al cap de l'administració militar soviètica a Alemanya Vassili Danílovitx Sokolovski de traspassar el procés de Buchenwald al govern soviètic.
Després de llargues negociacions i la inspecció vacil·lant dels expedients d'investigació, el bàndol soviètic va expressar el seu interès en el procediment només quant als assassinats en massa a Gardelegen, on 1.000 presoners van ser cremats vius. Després del lliurament de la investigació dels 22 acusats a les autoritats militars soviètiques, es va acordar dur a terme el mateix procediment per als acusats en el camp de concentració de Buchenwald i Mittelbau-Dora, un antic magatzem central de Buchenwald i des d'octubre 1944 un camp de concentració independent. Es va estipular el 3 setembre 1946 com a data per al trasllat dels detinguts i el gran nombre de proves sobre Buchenwald i Mittelbau; no obstant això, cap representant de l'administració militar soviètica no va aparèixer en el punt de trobada a la zona fronterera. Després de 14 hores d'espera, els presos i les proves van ser portats al centre de detenció de Dachau. Els soviètics no podien haver acceptat l'oferta, ja que utilitzaren el camp de concentració després de la presa de possessió com a "Camp Especial 2" i ells mateixos podien haver temut futures acusacions de crims de guerra.
Es van produir negociacions privades pel que fa a la competència dels procediments de Buchenwald a causa del significatiu retard de la crítica internacional. En particular, la Comissió de Crims de Guerra de les Nacions Unides, una Comissió dels Estats Aliats per enjudiciar els crims de guerra comesos per les Potències de l'Eix, va exigir, ja a principis de 1946 la realització del procés de Buchenwald davant un tribunal internacional. Després que les autoritats militars soviètiques no mostressin cap interès, les autoritats judicials franceses i belgues van anunciar el seu desig de dur a terme el judici. Aquesta opció va ser rebutjada pel bàndol estatunidenc, fent referència a la immensa tasca de traducció que s'hauria hagut de fer. L'investigador principal de l'Exèrcit dels Estats Units va obligar llavors a iniciar el procés. A finals de desembre de 1946 es va completar la preparació per al procés.

## Acusació i fonaments de dret
La majoria dels acusats havien estat membres del personal del camp, però també va ser acusat el comandant de les SS Josies de Waldeck-Pyrmont, perquè el camp de concentració de Buchenwald estava sota la seva jurisdicció. El comandant del camp, Hermann Pister, i els membres del personal de comandament, així com la vídua del primer comandant, Ilse Koch, van ser acusats. A més, tres dels metges del camp i alts funcionaris metges de les SS van haver d'enfrontar un judici. Finalment, fins i tot els líders de bloc, comandants de destacament, tres funcionaris de presoners i un empleat civil va ser sotmesos a judici.
La base legal del procés fou l'"Administració Legal i Penal" de març de 1947, sobre la base dels decrets del Govern Militar. La Llei del Consell de Control No. 10 de 20 de desembre de 1945, segons els quals tota persona que hagués estat acusada de crims de guerra, crims contra la pau i crims contra la humanitat podria ser condemnada, no va exercir cap paper significatiu en aquest procés.
L'acta d'acusació, lliurada a començaments de març de 1947 als acusats, es dividia en dues acusacions principals, aplegades sota el títol "Violació dels costums i lleis de la guerra". El contingut de l'escrit d'acusació eren els crims de guerra que s'havien comès durant el període comprès entre l'1 de setembre de 1939 i el 8 de maig de 1945 a Buchenwald i els seus camps satèl·lits als civils i presoners de guerra no alemanys. Era perseguit al començament de només crims a súbdits dels aliats o bé els estats aliats amb ells; els crims d'autors alemanys a les víctimes alemanyes a la llarga van romandre impunes i en general es van negociar més tard davant els tribunals alemanys.
Als acusats se'ls atribuïa a més un procediment col·lectiu (Common Design) i se'ls retreia així la participació final en un sistema d'homicidis, maltractaments i negligència inhumana. Per tant, la fiscalia havia de demostrar que "estava clar que cadascun dels acusats en aquest sistema sabia què els havia passat als presoners, i havia de demostrar que tothom que participava en alguna part de l'organització del camp donava suport, amb la seva activitat o el seu comportament, al funcionament d'aquest sistema, en la part que corresponia a aquella operació". Si s'aportava aquesta prova, variava la naturalesa de la sentència individual i l'abast d'aquesta participació. Aquesta figura jurídica no era corrent en la tradició judicial europea.
Els acusats en fotos de l'Exèrcit dels Estats Units, abril de 1947

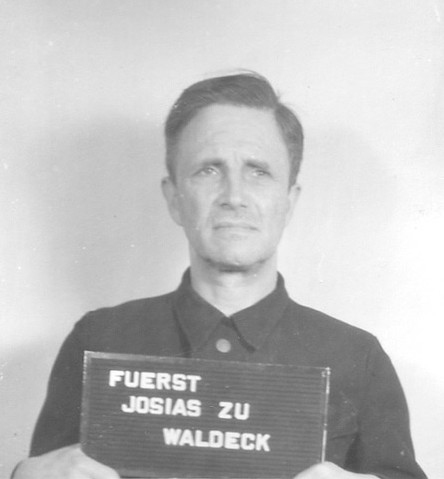
Josies de Waldeck-Pyrmont, Comandant de les SS i cap de la Policia
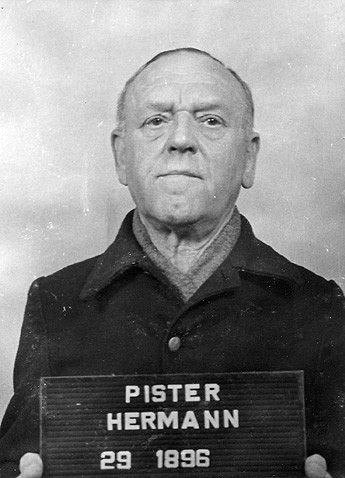
Hermann Pister, segon i últim comandant del camp
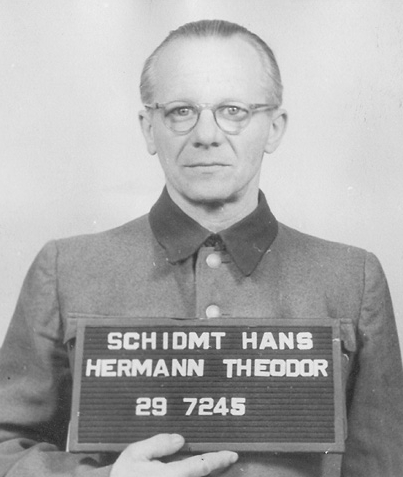
Hans Schmidt, assistent de Hermann Pister
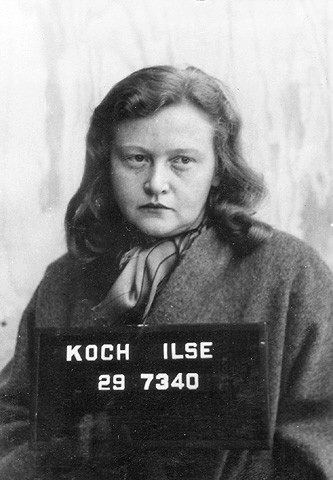
Ilse Koch, esposa del primer comandant del camp, Karl Koch
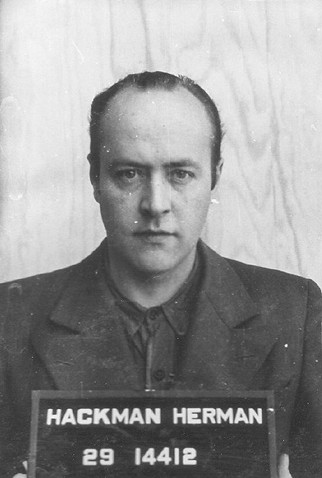
Hermann Hackmann, assistent del primer comandant del camp Karl Koch
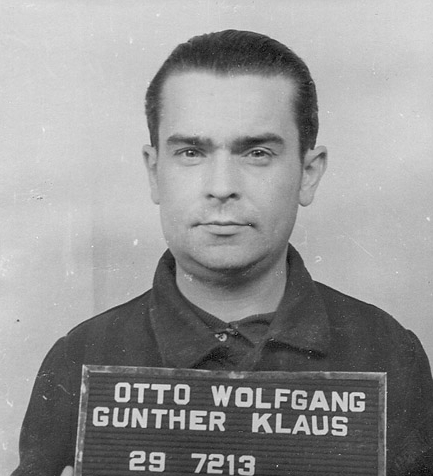
Wolfgang Otto, Cap de l'oficina del comandant
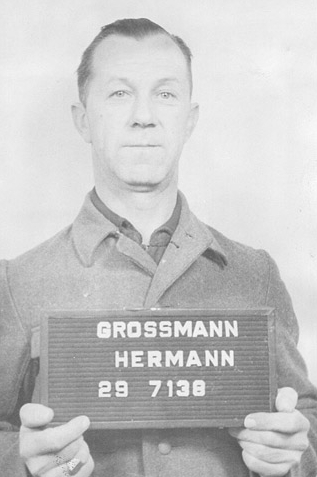
Hermann Grossmann, Director dels sots-camps de concentració de Buchenwald
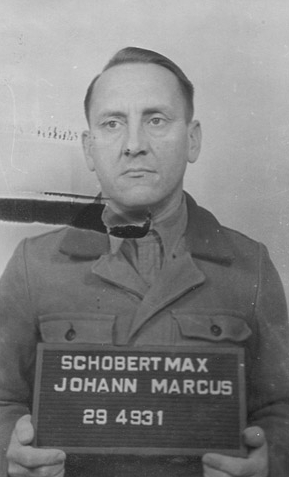
Max Schobert, Director del camp de detenció preventiva
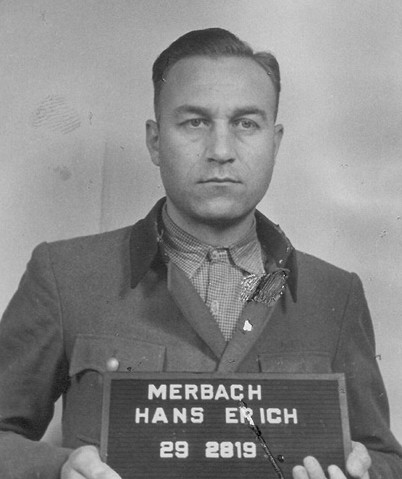
Hans Merbach, Sots-director del camp de detenció preventiva.
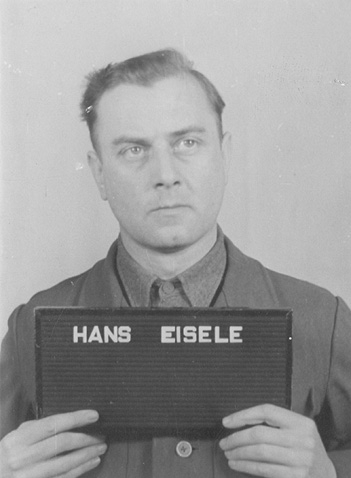
Hans Eisele, metge del camp
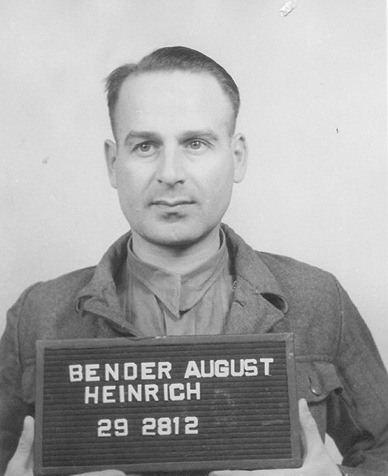
August Bender, metge del camp
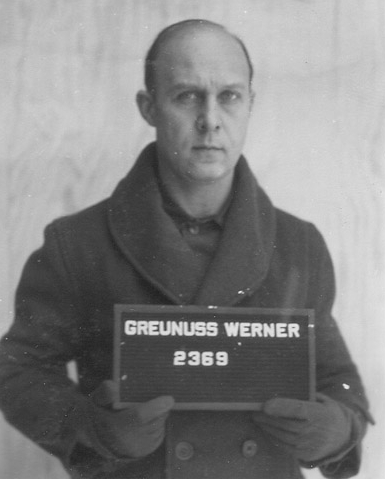
Werner Greunuss, Metge de camp al subcamp Ohrdruf de Buchenwald
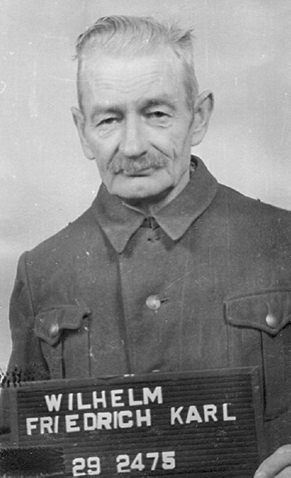
Friedrich Wilhelm, Metge de les SS
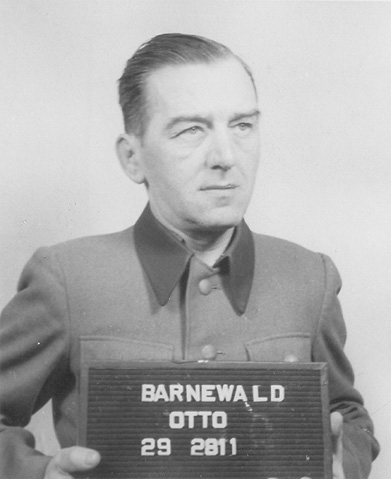
Otto Barnewald, Oficial administratiu de la Direcció de Gestió.
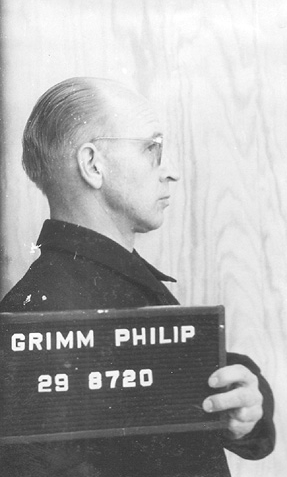
Philipp Grimm, Cap de la gestió del treball
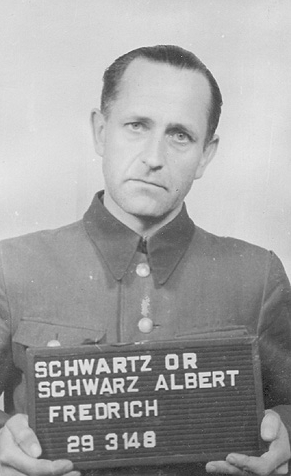
Albert Schwartz, Cap de la gestió del treball
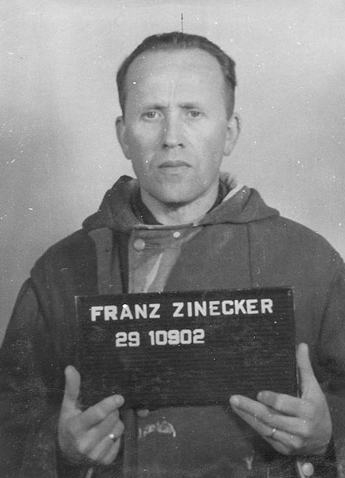
Franz Zinecker, Cap del servei del treball
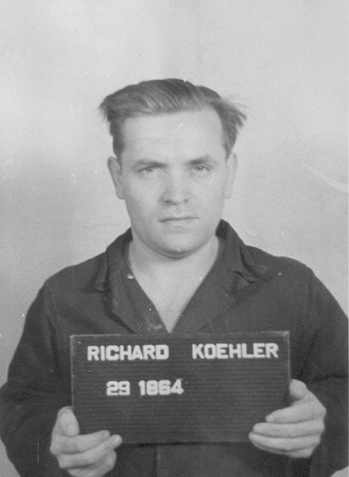
Richard Köhler, Membre del Kommando 99
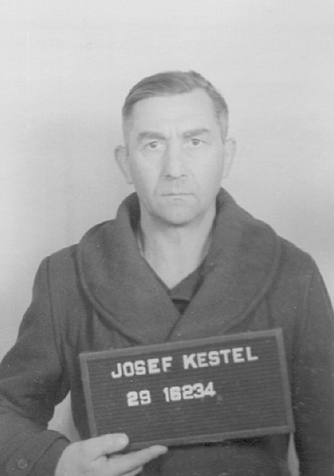
Josef Kestel, Cap de comando i de "bloc"
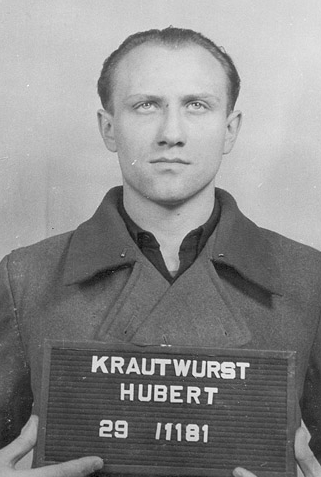
Hubert Krautwurst, Cap de comando
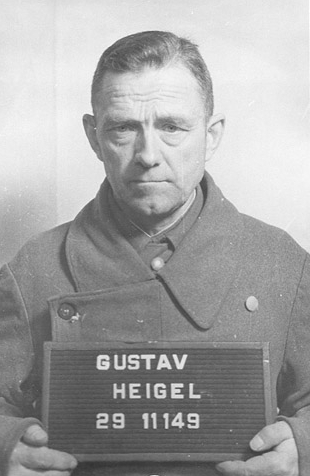
Gustav Heigel, Cap de comando i director dels Blocs d'Arrest
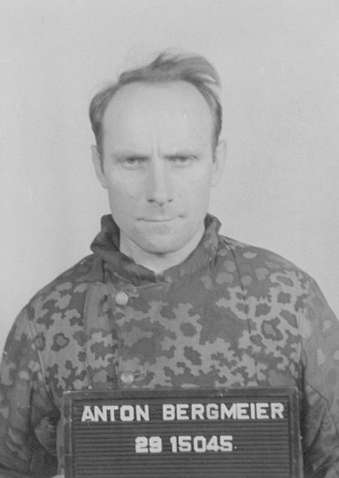
Anton Bergmeier, vigilant d'arrest
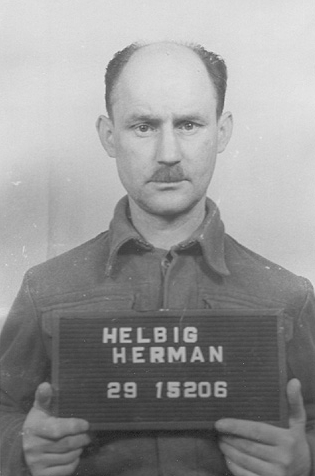
Hermann Helbig, Cap de comando al crematori
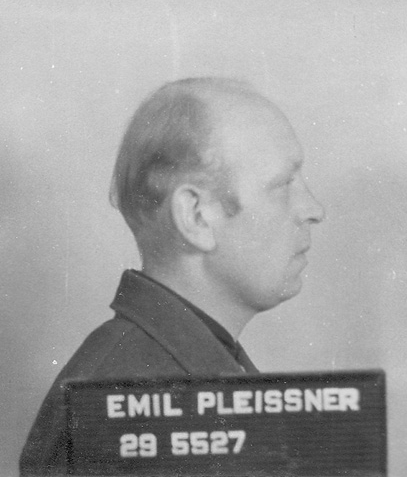
Emil Pleissner, Cap de comando al crematori
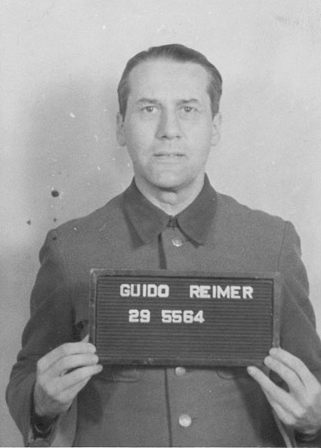
Guido Reimer, comandant de les unitats d'assalt de les SS
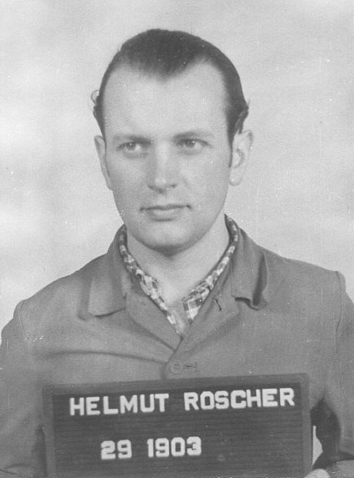
Helmut Roscher, Cap d'informes
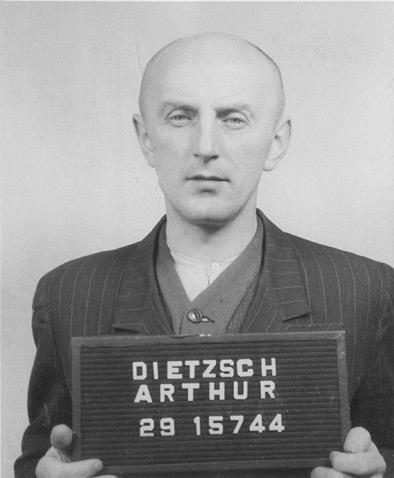
Arthur Dietzsch, Cap d'infermeria
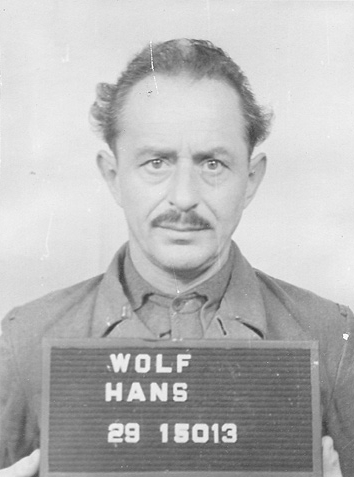
Hans Wolf, Lagerältester (presoner funcionari) al camp exterior de Tröglitz
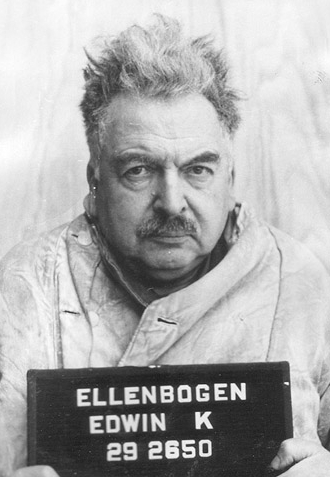
Edwin Katzenellenbogen, metge de presoners
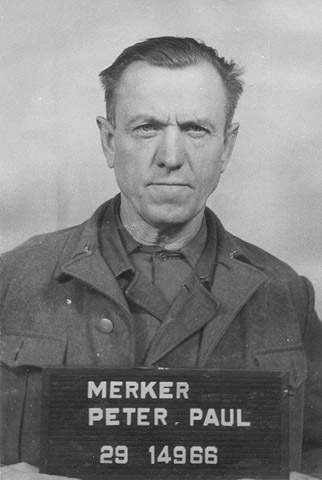
Peter Merker, Cap de comando a la fàbrica Gustloff-II
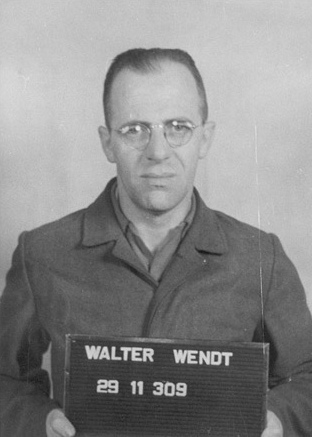
Walter Wendt, director de personal civil de la fàbrica Erla

## Desenvolupament del procés i sentència
| «                                                                            | Volem demostrar en aquest procés, que aquestes 31 persones van participar en l'execució d'un pla comú, van exposar persones de diferents nacions a la mort, la fam i els maltractaments. | » |
| — Fiscal general William D. Denson, Discurs d'obertura l'11 d'abril de 1947. | |   |

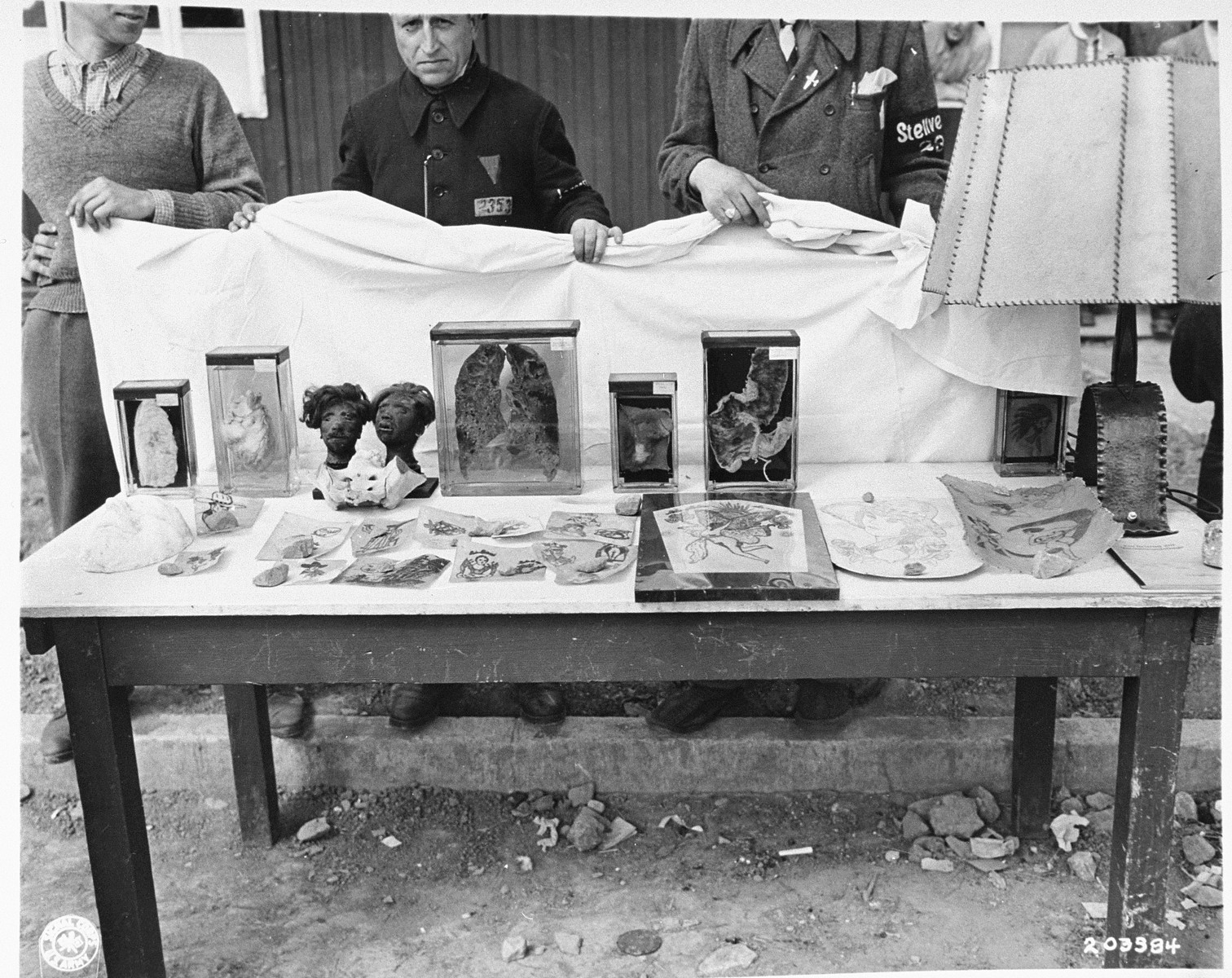
Aquesta fotografia, del 16 d'abril de 1945 mostra una selecció de les restes humanes obtingudes a partir de la patologia del camp de concentració de Buchenwald després de l'alliberament del camp. Serviren en el procés principal de Buchenwald com a prova per il·lustrar els horrors dels camps de concentració. Els dos caps reduïts provenen de dos presoners polonesos que van ser, després de la seva fugida del camp, detinguts de nou i executats.

Després que l'1 abril 1947 estigués clara la composició del tribunal militar, el judici principal de Buchenwald va començar l'11 d'abril de 1947, exactament dos anys després de l'alliberament de Buchenwald. Els acusats van ser empresonats a l'antic emplaçament del camp de concentració de Dachau, lloc on es va celebrar el judici. La presidència del tribunal de militars que constava de vuit oficials americans va recaure en el major general Charles Kiel, la representació del Ministeri Fiscal va recaure en el Fiscal General William D. Denson. La llengua judicial fou l'anglès, i diversos intèrprets s'ocuparen de la traducció a alemany. Durant el procediment van estar presents informadors de premsa internacionals. Per als acusats hi havia disponibles advocats alemanys o estatunidencs. Després del discurs d'obertura i la lectura de l'acusació, tots els acusats es van declarar "no culpables". La declaració dels testimonis i la comprovació dels mitjans de prova tingué lloc a continuació de les declaracions dels acusats, que es van incorporar als acaraments.
Sis dels acusats van ser acusats d'haver comès delictes en relació amb les marxes de la mort o en el curs de l'evacuació del camp. Els metges dels campaments i el personal mèdic foren acusats d'abusos, negligència, seleccions i, de vegades assassinat de presos. El personal de comandant fou acusat d'haver estat el principal responsable de les condicions catastròfiques en el camp i haver creat així el sistema d'assassinats, maltractaments i abandonament inhumà. Els tres presoners funcionaris, a saber, un veterà del camp, un metge intern i una infermera reclusa d'alt nivell, se'ls va acusar de maltractaments als detinguts. Els acusats van minimitzar els fets, van apel·lar a una ordre d'un superior o van negar haver estat en el moment concret en l'escena del crim. En particular, els tres acusats van ser el focus de l'opinió pública nacional i internacional:
- Josies, Príncep de Waldeck i Pyrmont va ser acusat d'haver estat el principal responsable, per la seva funció com a Superior de les SS i Cap de Policia per al Districte Militar IX, del'evacuació de Buchenwald i les morts resultants. Va afirmar haver visitat Buchenwald prop de trenta vegades i haver entrat en el camp de custòdia preventiva més de vuit vegades. A més, en la seva opinió les operacions del camp i, per tant, els presos quedaven fora de la seva àrea de competència. També va negar tenir coneixement d'experiments pseudo-mèdics en éssers humans que s'havien dut a terme en el camp de concentració de Buchenwald. El tribunal provaria que Josies de Waldeck i Pyrmont, que havia traslladat la seva residència oficial de Kassel a Weimar el 31 de març de 1945, que havia comunicat per telèfon l'ordre rebuda del Reichsführer de les SS Himmler d'evacuar el camp de concentració de Buchenwald al comandant del camp Pister. Després de tornar a enviar aquesta ordre a Pister, va donar suport a la seva aplicació almenys organitzativament i va compartir accions del crim.[17]

- Hans Merbach va ser acusat d'haver estat responsable com a cap del tren d'evacuació de Buchenwald de més de 2.000 morts en aquest transport. A més, es va demostrar que havia fet o disposat maltractaments i assassinats dels propis detinguts dins de l'evacuació de Buchenwald. Merbach negà en el seu testimoni davant el tribunal haver maltractat o mort detinguts. A més, havia intentat en va durant diverses estades del transport d'evacuació, d'adquirir aliments per als presos. Segons ell, van ser durant el transport d'evacuació que més de 400 presoners van escapar, van morir 400-480 presoners de mort natural, i també prop de 15 detinguts van ser afusellats mentre tractaven d'escapar. La responsabilitat de les vies del tren i les tres setmanes de temps de conducció associats requeia damunt la Deutsche Reichsbahn.[18]

- Es va prestar particular atenció a l'única dona acusada, Ilse Koch, esposa de l'ex comandant del camp, que no tenia cap càrrec oficial al camp de concentració de Buchenwald. Va ser acusada d'haver ordenat el maltractament als reclusos i també d'haver pegat ella mateixa un presoner. A més, s'hauria fet fer articles amb pells tatuades de presoners, com ara portades de llibres i pantalles de làmpades. Koch va negar haver posat mai un peu en el camp de custòdia protectora o haver colpejat un presoner. No tenia cap funció en el camp de concentració de Buchenwald ni fins i tot autorització per donar instruccions. Van afirmar haver viscut allà només com una esposa i mare de tres nens al saló dels homes de les SS i només va informar dues vegades dels presos als comandants, a causa de les transgressions, sense mesurar-ne les conseqüències. Va negar amb vehemència la possessió o l'encàrrec d'objectes amb pells tatuades de presoners. Pel que fa als objectes de suposada pell humana, Ilse Koch fou declarada no culpable.[19][20] La Cort va assenyalar que ella, però, almenys havia causat, amb la denúncia de presos, severs càstigs. A més, es va demostrar el maltractament a un presoner.

El 12 d'agost de 1947, als acusats se'ls va donar l'última paraula i la possibilitat de demanar circumstàncies atenuants.
Imatges per al procediment

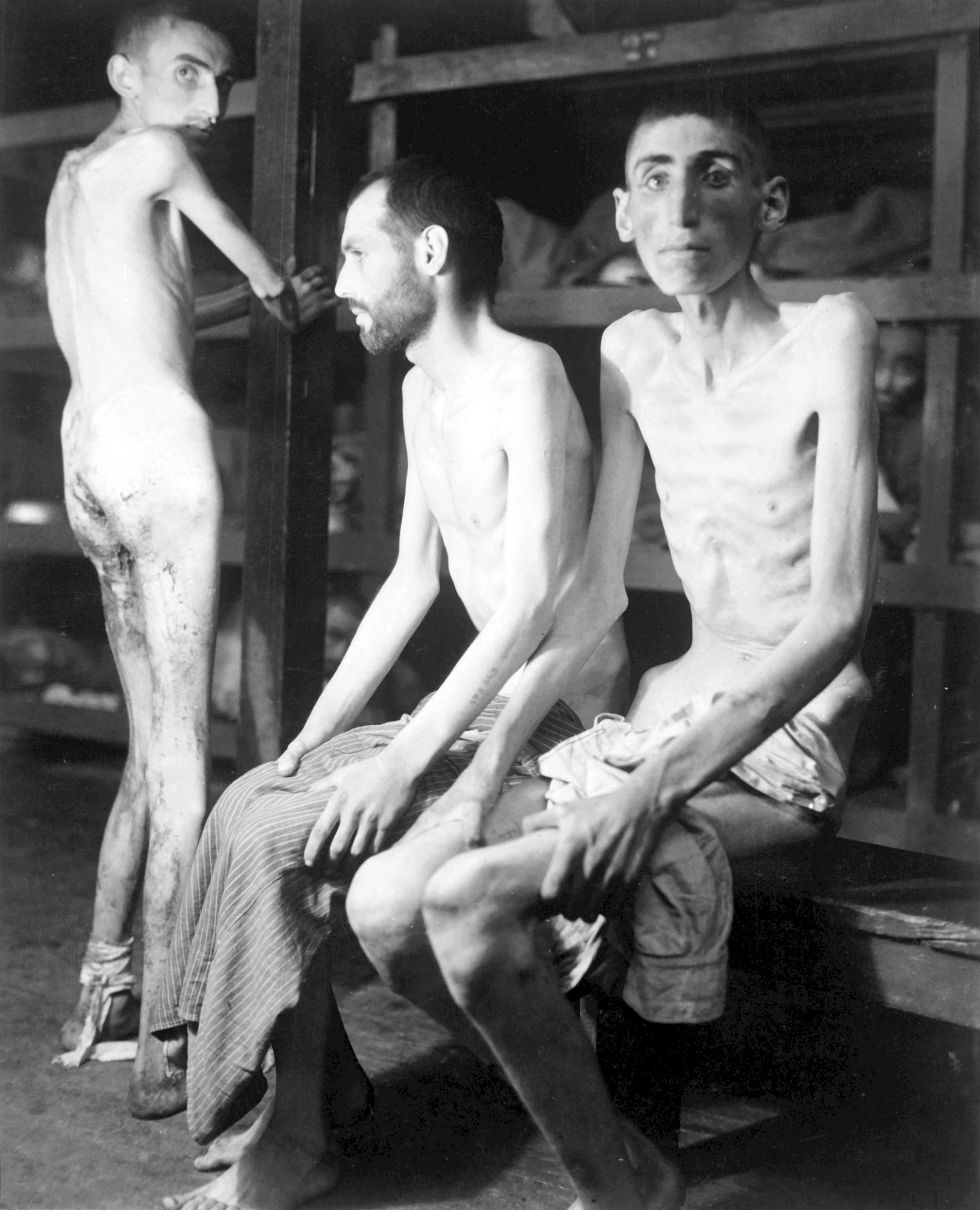
El crim: Presoners de Buchenwald després de l'alliberament el 16 d'abril de 1945
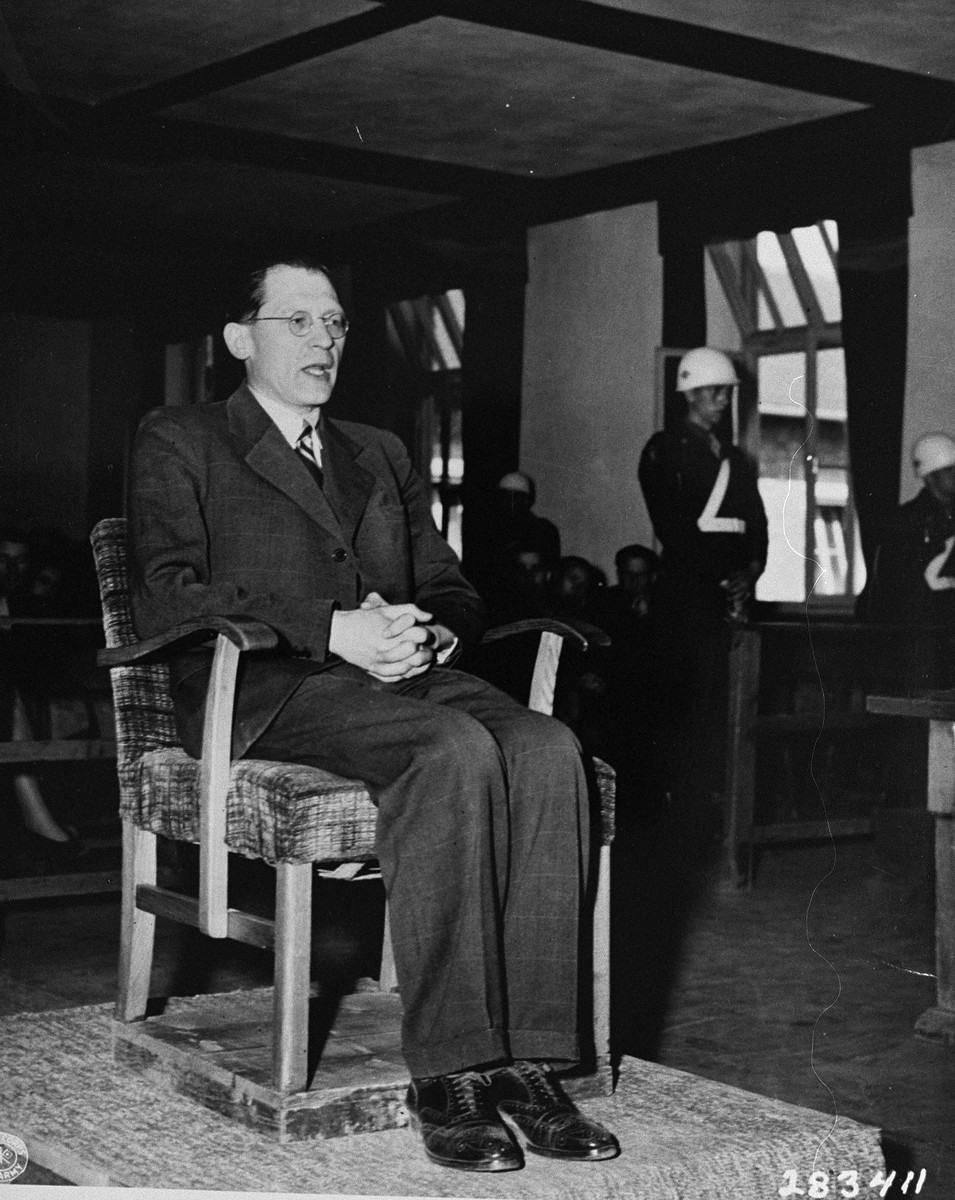
Eugen Kogon, un ex pres de Buchenwald, com a testimoni de càrrec el 16 d'abril de 1947
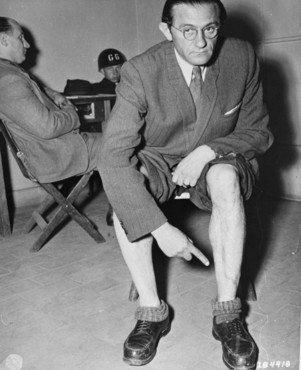
Joseph Spektor, un antic presoner de Buchenwald, ensenya les cicatrius dels seus maltractaments el 9 de maig de 1947
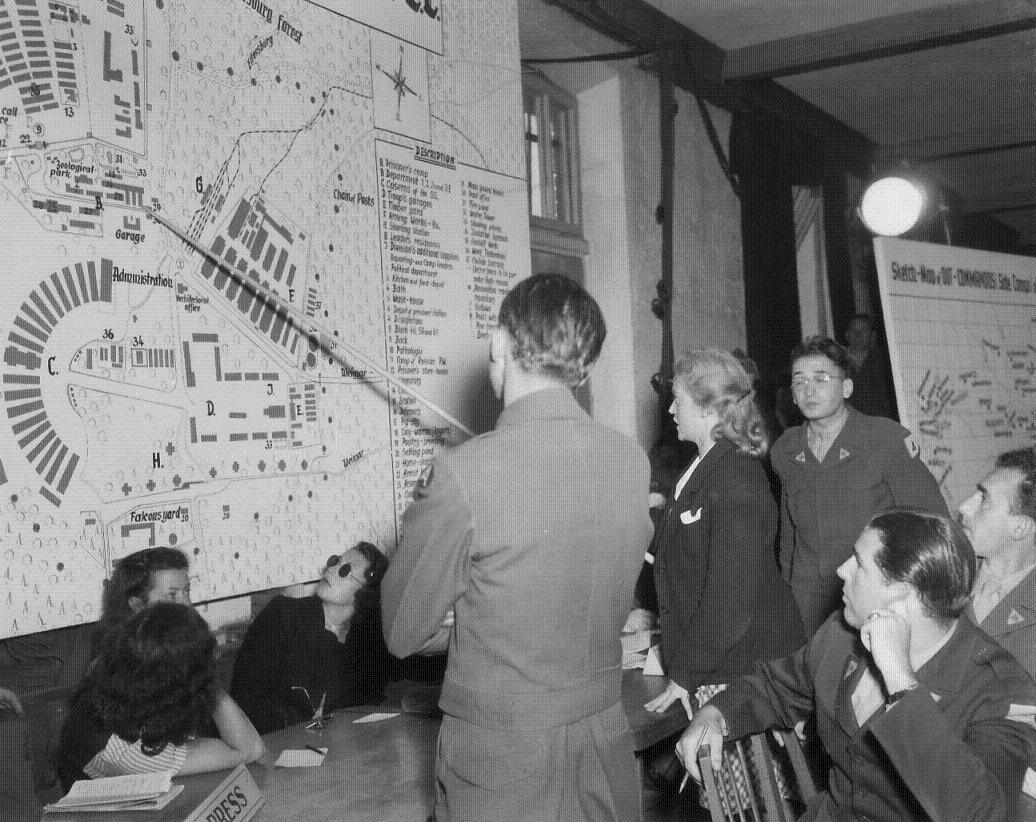
Ilse Koch el 8 de juliol de 1947 davant el tribunal militar a Dachau. A la taula estan asseguts els informadors de premsa
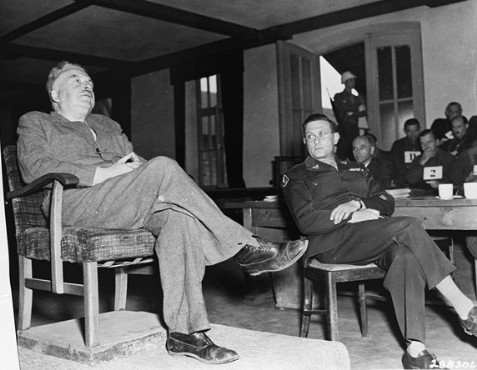
Edwin Katzenellenbogen durant una declaració el 5 d'agost de 1947
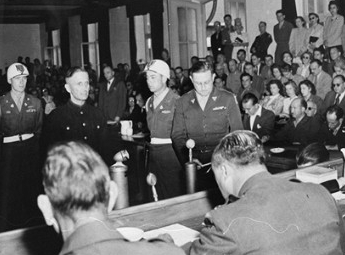
Josies de Waldeck i Pyrmont en el veredicte el 14 agost de 1947

### Les 31 sentències en detall
El 14 d'agost de 1947 es va dictar sentència. Hi va haver 22 penes de mort, així com cinc cadenes perpètues i quatre condemnes de presó.
| Acusat                    | Rang                              | Funció                                                                           | Veredicte                                                                               |
| ------------------------- | --------------------------------- | -------------------------------------------------------------------------------- | --------------------------------------------------------------------------------------- |
| Josies de Waldeck-Pyrmont | Obergruppenführer                 | Cap de les SS i de la policia al districte militar IX                            | Cadena perpètua, convertida en 20 anys de presó el 8 de juny de 1948                    |
| Otto Barnewald            | Sturmbannführer                   | Cap de l'Standortverwaltung                                                      | Pena de mort, després commutada per la de cadena perpètua                               |
| August Bender             | Sturmbannführer                   | Metge de camp                                                                    | 10 anys de presó, més tard commutada per la de tres anys de presó                       |
| Anton Bergmeier           | Oberscharführer                   | Guàrdia de la presó en el búnquer                                                | Pena de mort, després commutada per la de cadena perpètua                               |
| Arthur Dietzsch           | Funktionshäftling                 | Kapo i infermer al Bloc                                                          | 15 anys de presó                                                                        |
| Hans Eisele               | Hauptsturmführer                  | Metge de camp                                                                    | Pena de mort, més tard transformada en deu anys de presó                                |
| Werner Greunuss           | Untersturmführer                  | Metge de camp al Camp de concentració d'Ohrdruf                                  | Cadena perpètua, més tard commutada per 20 anys de presó                                |
| Philipp Grimm             | Obersturmführer                   | Oficial d'assignació de treball                                                  | Pena de mort, després commutada per la de cadena perpètua                               |
| Hermann Grossmann         | Obersturmführer                   | Lagerleiter dels campament satèl·lit de Buchenwald Wernigerode i Bochumer Verein | Pena de mort, executat el 19 de novembre de 1948                                        |
| Hermann Hackmann          | Hauptsturmführer                  | Assistent del primer comandant del camp Karl Koch                                | Pena de mort, després commutada per la de cadena perpètua                               |
| Gustav Heigel             | Hauptscharführer                  | Kommandoführer i cap del bloc de detenció                                        | Pena de mort, després commutada per la de cadena perpètua                               |
| Hermann Helbig            | Hauptscharführer                  | Kommandoführer al crematori                                                      | Pena de mort, el 19 novembre 1948 executat                                              |
| Edwin Katzenellenbogen    | Kapo                              | Metge de presoners                                                               | Cadena perpètua, després commutada per 15 anys de presó                                 |
| Josef Kestel              | Hauptscharführer                  | Cap de bloc i de kommando                                                        | Pena de mort, executat el 19 novembre de 1948                                           |
| Ilse Koch                 |                                   | Esposa de l'ex comandant del camp Karl Koch                                      | Cadena perpètua, després commutada per la de quatre anys de presó                       |
| Richard Köhler            | Unterscharführer                  | Cap de kommando i supervisor d'un transport d'evacuació                          | Pena de mort, el 26 novembre de 1948 fou executat                                       |
| Hubert Krautwurst         | Hauptscharführer                  | Kommandoführer de la llar d'infants i la planta de tractament d'aigües residuals | Pena de mort, executat el 26 novembre de 1948                                           |
| Hans Merbach              | Obersturmführer                   | Sotscap de detenció preventiva i cap d'un transport d'evacuació                  | Pena de mort, executat el 14 gener de 1949                                              |
| Peter Merker              | Oberscharführer                   | Cap del subcamp Gustloff-Werke                                                   | Pena de mort, posteriorment commutada per la de 20 anys de presó                        |
| Wolfgang Otto             | Stabsscharführer de les Waffen-SS | Cap de l'oficina del comandant                                                   | 20 anys de presó, més tard commutada per 10 anys de presó                               |
| Hermann Pister            | Oberführer                        | Comandant de camp de concentració                                                | Pena de mort, va morir abans de la sentència el 28 de setembre de 1948 d'un atac de cor |
| Emil Pleissner            | Hauptscharführer                  | Kommandoführer im Krematorium                                                    | Pena de mort, executat el 26 novembre de 1948                                           |
| Guido Reimer              | Obersturmführer                   | Comandant de les SS-Sturmbann                                                    | Pena de mort, després commutada per la de cadena perpètua                               |
| Helmut Roscher            | Oberscharführer                   | Rapportführer                                                                    | Pena de mort, després commutada per la de cadena perpètua                               |
| Hans Schmidt              | Hauptsturmführer                  | Assistent del comandant de camp Pfister                                          | Pena de mort, executat el 7 de juny de 1951                                             |
| Max Schobert              | Sturmbannführer                   | Cap de protecció preventiva                                                      | Pena de mort, executat el 19 novembre 1948 executat                                     |
| Albert Schwartz           | Sturmbannführer                   | Cap d'organització del treball                                                   | Pena de mort, després commutada per la de cadena perpètua                               |
| Walter Wendt              | Civil                             | Cap de Personal de la Fàbrica de maquinària Erla a Leipzig                       | 15 anys pena de presó, més tard commutada per la de cinc anys de presó                  |
| Friedrich Karl Wilhelm    | Untersturmführer                  | Cap dels metges del camp                                                         | Pena de mort, el 26 novembre de 1948 fou executat                                       |
| Hans Wolf                 | Presoner funcionari               | Antic intern al campament central de Tröglitz                                    | Pena de mort, el 19 novembre de 1948, executat                                          |
| Franz Zinecker            | Obersturmführer                   | Cap del camp de detenció preventiva                                              | Cadena perpètua                                                                         |

## Execució de les sentències

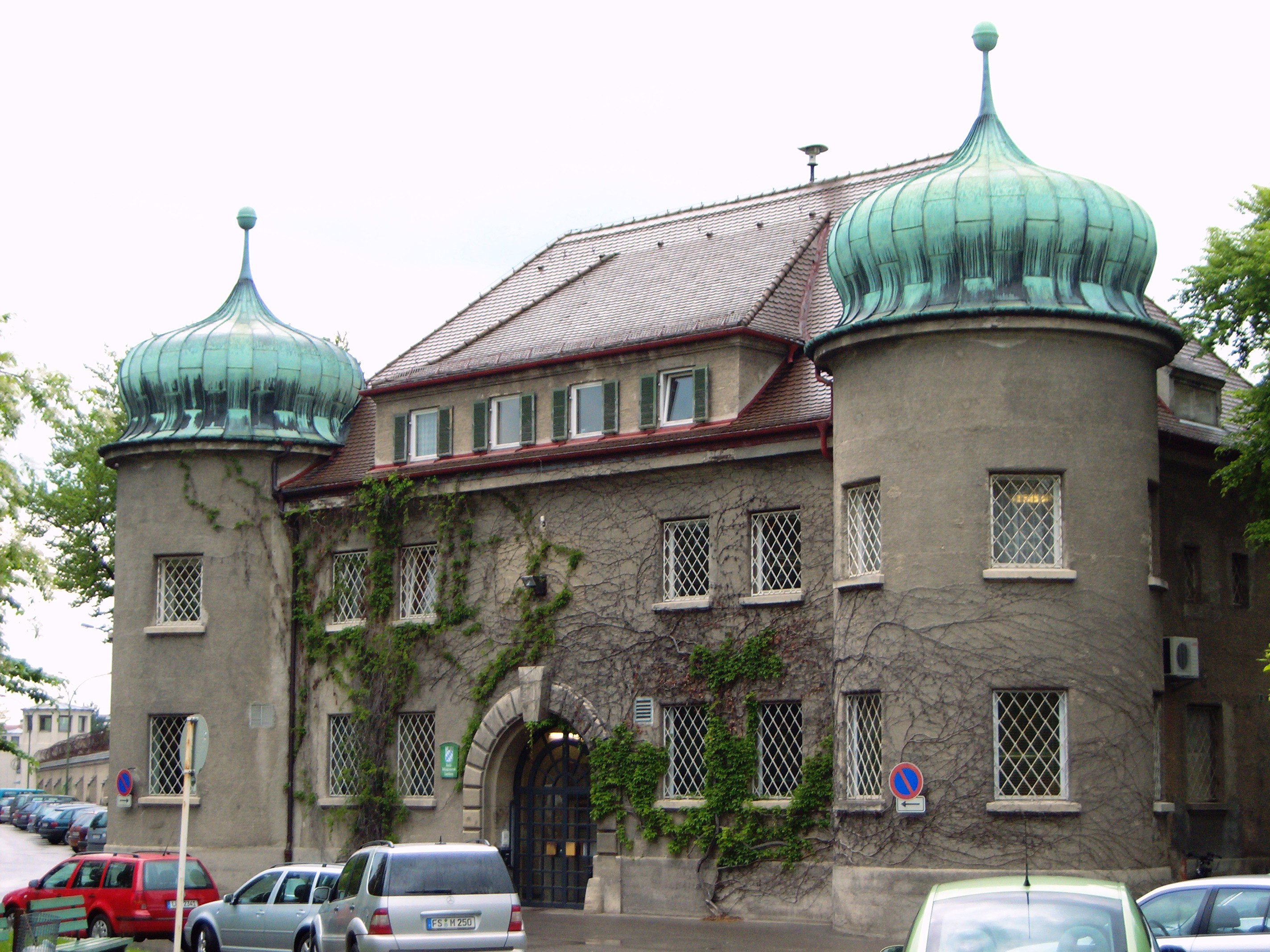
La presó de Landsberg am Lech, edifici d'entrada

Després del veredicte, els condemnats van ser traslladats a la presó per a criminals de guerra de Landsberg. Nou de les condemnes a mort van ser declarades els dies 19 i 26 novembre de 1948 i executades per penjament a la presó per a criminals de guerra de Landsberg. Hermann Pister va morir abans del final d'execució de sentències al setembre del 1948 d'un atac al cor.
Per a Merbachs van demanar l'indult la seva dona, asseguda al costat d'ell, els seus col·legues de l'asseguradora Gothaer, els residents de la seva ciutat natal, amics, dos advocats nord-americans i fins i tot antics testimonis No obstant això demanat el perdó de Merbachs no va ser acceptat perquè havia comès assassinats com a mínim demostrables, tot i que podia no haver estat el principal responsable de les desastroses condicions de transport d'evacuació. Merbach finalment va ser executat el 14 gener de 1949.
La sentència de mort contra Hans Schmidt es va mantenir fins i tot després de diversos processos de verificació i, finalment va rebre l'atenció a nivell nacional. A la República Federal d'Alemanya es va iniciar en 1950 una campanya per abolir la pena de mort, la qual va implicar alts representants de la política i la societat. Així el ministre de Justícia Thomas Dehler va demanar al president federal Theodor Heuss de presentar apel·lacions de clemència al general Thomas T. Handy per a Hans Schmidt i Georg Schallermair, que va ser condemnat a mort en un procés separat al procés principal de Dachau. El general Thomas, que havia commutat onze penes de mort en penes de presó, tanmateix es va negar. En el cas de Schmidt pels següents motius:
| « | Ha quedat provat que Hans Schmidt fou durant prop de tres anys ajudant al camp de concentració de Buchenwald. […] Tenia totes les execucions de presoners sota el seu control; entre ells es trobaven diversos centenars de presoners de guerra que van ser assassinats per una unitat especial, l'anomenat Kommando 99. Aquestes execucions es van dur a terme en un antic estable de cavalls, que havia de fer l'efecte d'una farmàcia de l'hospital. Quan es va preguntar a les víctimes confiades contra una paret, pel que sembla amb la finalitat de mesurar la seva grandària, se'ls va disparar a la part posterior del cap amb una potent pistola d'aire comprimit, oculta a la paret. De vegades van ser assassinats d'aquesta manera fins a trenta víctimes alhora. Altres execucions supervisades per Schmidt va tenir lloc al crematori del camp; les víctimes van ser penjades a ganxos de la paret i lentament es van ofegar fins a la mort. No puc trobar cap raó en aquest cas per la misericòrdia. | » |

Schmidt i Schallermair van ser executats amb Oswald Pohl i altres quatre delinqüents no indultats el 7 de juny de 1951 a Landsberg a la forca. Foren les últimes execucions dutes a terme en les sentències de mort Landsberg.
- Quant a Ilse Koch, l'empresonament de per vida es va convertir en quatre anys de presó i el seu alliberament de Landsberg va tenir lloc l'octubre de 1949. Una de les raons va ser sens dubte el naixement del seu quart fill a la presó el 29 d'octubre de 1947. Immediatament després del seu alliberament de Landsberg, Koch fou arrestada per la policia d'Alemanya Occidental i el 15 de gener de 1951 fou condemnada pel Tribunal de Districte d'Augsburg a cadena perpètua per incitació a l'assassinat i maltractament físic greu a presoners alemanys. Les seves posteriors peticions d'indult no van ser acceptades, i finalment Koch es va suïcidar el 2 de setembre de 1967 a la presó de dones d'Aichach.[27]

Les altres condemnes a mort i les penes de presó es van reduir successivament en processos de revisió, o com a resultat de les peticions de clemència. Fins a mitjans de la dècada de 1950 gairebé tots els presos que havien estat condemnats en el procés principal de Buchenwald van ser, almenys alliberats de Landsberg per bon comportament o posats en llibertat condicional per raons de salut, inclòs el Príncep Josies de Waldeck i Pyrmont, l'alliberament del qual es va fer a principis de desembre de 1950 per raons de salut.

## Valoracions i efectes
El procés principal Buchenwald era, com els altres crims de guerra dels aliats, la primera sanció per l'Estat de Dret i el càstig dels crims nazis en primer pla. D'altra banda, la població havia de ser conscient dels crims nazis i s'havia d'aclarir la naturalesa criminal dels actes de violència. A més, aquests processos haurien d'establir un procés de reflexió col·lectiva entre la població alemanya en transició, per establir un estat de dret i una cultura democràtica a l'Alemanya de postguerra i, per tant, en la societat.
La simbòlica ubicació del procés a Dachau, el xoc col·lectiu sobre les notícies i les imatges dels crims violents en els camps de concentració assolí en el període de postguerra a Alemanya, en el sentit del reeducació, un efecte bastant important, què es pot veure també en les nombroses publicacions contemporànies. Com a principals responsables principals dels horrors dels camps de concentració aviat es va identificar a Hermann Göring i Heinrich Himmler; aquesta dislocació de culpa rescatava el perill d'una justícia dels vencedors adscrita als càrrecs inferiors. Aquesta subordinació no era fomentada tampoc pel Rechtscontructe del Dret, amb prou feines comprensible a l'Alemanya del "common design", la participació que aprovava a un sistema criminal que implicava per endavant un delicte també sense prova d'acte individual.
Per tant, els tribunals militars nord-americans s'esforcaren de manera individual per demostrar en els judicis del camp de concentració de Dachau el delicte imputat, i van tenir èxit en la majoria dels processos.
El xoc inicial sobre les atrocitats comeses en els camps de concentració fou seguit d'un desplaçament col·lectiu de solidaritat de gran part de la població alemanya amb els empresonats a la presó de Landsberg. Arran de la Guerra Freda - els aliats occidentals volien Alemanya Occidental com un aliat - continuaren revisant els procediments successivament mitigant els judicis per tal d'aconseguir el ràpid alliberament dels presoners de Landsberg. Els crims comesos en els camps de concentració foren per tant, sovint, reduïts a l'absurd.

## Processos següents de Buchenwald

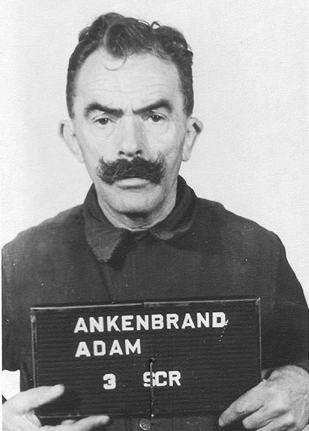
Adam Ankenbrand a l'abril de 1947

El procés principal de Buchenwald es va unir a 24 processos secundari amb altres 31 acusats, que van tenir lloc en el període comprès entre el 27 d'agost al 3 de desembre 1947. A més de 28 membres de les SS tres funcionaris de presoners van ser acusats. El mètode d'addició es basava en els mateixos fonaments jurídics que el procés principal de Buchenwald i va transcórrer d'una manera similar. En contrast amb el procediment principal durat el mètode d'addició, en el qual es va negociar en gran manera només amb un o dos membres acusats dels rangs inferiors de les SS, però només d'un a quatre dies. Es van negociar els maltractaments i assassinats de presoners aliats que s'havien comès en els sub-camps, i en particular les marxes de la mort. En molts aspectes, el procediment contra "Alfred Berger et al." és una excepció, ja que com procedir a les execucions com a procediment a través del "Kommando 99". A més, aquesta última addició als procediments dirigits contra sis membres del personal del camp de concentració de Buchenwald es va dur a terme del 25 de novembre al 3 de desembre de 1947. En total, es van emetre a més del procés, sis penes de mort, quatre cadenes perpètues, quinze penes de presó i sis absolucions. Després del veredicte, els condemnats van ser traslladats a la presó per als criminals de guerra de Landsberg. De les sentències de mort només se'n va executar una contra Adam Ankenbrand el 19 de novembre de 1948 per penjament a la presó per als criminals de guerra de Landsberg. Les altres condemnes a mort i les penes de presó es van reduir igual que amb els condemnats de la demanda principal, en el procés de revisió, o com a resultat de les sol·licituds de clemència, i els presos foren posats en llibertat fins a mitjans de la dècada de 1950.
Dos mètodes secundaris mereixen especial atenció: En primer lloc, el procés seguit contra Víktor Hantxarenko, un ex soldat de l'Exèrcit Roig que fou capturat pels alemanys el 1942. Després de l'internament en un camp de presoners de guerra i les assignacions de treball a Estònia Hantxarenko va ser traslladat el maig 1944 al camp de concentració de Buchenwald i assignat allà com un membre dels guàrdies de les SS ucraïnesos. Va ser acusat per testimonis d'haver matat en l'últim transport d'evacuació, que va abandonar Buchenwald el 10 d'abril de 1945, dotze presoners. Hantxarenko va negar aquestes acusacions i va afirmar que hauria acompanyat en aquesta ocasió un altre transport d'evacuació, també vestit com un membre ucraïnès de les SS, però amb un uniforme diferent al descrita pel testimonis. Aquesta prova no va merèixer l'atenció del tribunal, possiblement a causa del fet que Hantxarenko només tenia coneixements de l'idioma rus. Va ser condemnat a cadena perpètua, va cometre un intent de suïcidi i a finals d'octubre de 1954 va aconseguir la llibertat condicional

A més, es va negociar contra Henry Buuck, que va admetre en el tribunal haver mort presoners, seguint ordres, a la marxa d'evacuació de subcamp de presoners de Sonnenberg. El confès Buuck, clarament identificat pels testimonis, era considerablement menys dotat. No obstant això, va ser condemnat a mort. La pena de mort, però, més tard va ser convertida en una pena de presó, també referint-se al considerable dèficit intel·lectual de Buucks, per la qual cosa no hauria estat capaç d'oposar-se a les ordres d'extermini del seu superior. A Buuck li fou aplicat el principi d'obediència deguda en el procés de revisió, per la qual cosa fou posat en llibertat condicional el 1954.